# Khadijja av Maldiverna
Khadija av Maldiverna, fullständigt namn Khadeeja Rehendhi Kabaidhi Kilege, även känd som Siri Raadha Abaaarana, död 1380, var regerande sultaninna på Maldiverna 1347-63, 1364-73, och 1376-80. Hon var Maldivernas första kvinnliga monark sedan islams införande. 

## Biografi
Khadijah var den äldsta av tre döttrar till sultan Omar I av Maldiverna, som efterträddes av hennes bror, sultan Ahmed Shihabuddine. Hon var först gift med visiren Jamal-uddin, och gifte sedan om sig med visiren Mohamed el-Jameel, som tidigare varit gift med hennes brors mor. År 1347 avsatte hon sin bror och besteg tronen biträdd av sin make som visir. Hon delade inte tronen med sin make, och khutba utfärdades endast i hennes namn. 
1363 avsattes hon av sin make, Mohamed el-Jameel, som i stället själv besteg tronen. Hon avsatte och mördade honom året därpå, och återtog då tronen biträdd av sin andre make, som blev hennes visir. 1373 avsattes hon ännu en gång, av sin andre make och visir, som liksom sin förste stal tronen av henne och blev sultan Abdullah I. Tre år senare, 1376, lät hon avsätta och mörda Abdullah I och för tredje gången bestiga tronen. Denna gång regerade hon fram till sin död 1380. 
Khadija beskrivs av den arabiska muslimske resenären Ibn Battuta, som besökte öriket och vars skildring är en av de viktigaste källorna till Maldivernas historia, som bara finns nedskriven efter införandet av islam 1153 och mest handlar om kungafamiljens historia. Han noterar med stor häpnad den vördnad med vilken hon behandlas: att hon visar sig öppet utan slöja och till och med visar brösten, och att hennes rådgivare lyssnar till henne och inte till hennes man under rådsmötena - det ska tilläggas att Maldiverna var ett muslimskt land, vilket kan förklara hans häpnad över kvinnornas fria ställning.
Malviderna kallades av gammal tradition "Kvinnornas öar" och kvinnornas starka ställning förändrades inte av islams införande; redan år 916 hävdade en arabisk resenär att Maldivernas invånare "sedan länge bara låter sig styras av en kvinna". Det är svårt att veta om detta är sant, eftersom Maldivernas historia enbart behandlar tiden efter islam, men riket har haft ett ovanligt stort antal kvinnliga regenter även under muslimsk tid, vilket var ovanligt. Ibn Battuta själv drog sig inte för att lyda under en kvinna, eftersom han under en tid var anställd i sultaninnan Khadijas administration; han säger att han gjorde sitt bästa för att få kvinnorna att börja bära slöja, eller åtminstone att täcka över sina bröst, men att det var omöjligt "eftersom drottningen inte gör det."
Khadija var den näst sista av den så kallade Måndynastin, som härstammade från den förislamiska tiden före 1153. Hon efterträddes av sin syster sultaninnan Myriam, som störtades två år senare av präst-guvernören av ön Maakuratu - han dog dock själv två år senare, och efterträddes av sin dotter, drottning Daainu Fatima, 1383.